# Campeonato Mundial de Bobsleigh y Skeleton de 2023
El LXVI Campeonato Mundial de Bobsleigh y Skeleton se celebró en la localidad de Sankt Moritz (Suiza) entre el 26 de enero y el 5 de febrero de 2023 bajo la organización de la Federación Internacional de Bobsleigh y Skeleton (FIBT) y la Federación Suiza de Bobsleigh y Skeleton.
Las competiciones se realizaron en la Pista Olímpica de Bobsleigh de Sankt Moritz-Celerina. Se disputan en total siete pruebas, tres en skeleton y cuatro en bobsleigh.
Los pilotos de Rusia y Bielorrusia fueron excluidos de este campeonato debido a la invasión rusa de Ucrania.

## Bobsleigh
| Evento                      | Oro                                                                                           | Plata | Bronce                                               |
| --------------------------- | --------------------------------------------------------------------------------------------- | --- | ---------------------------------------------------- |
| Masculino doble (29.01)     | Johannes Lochner · Georg Fleischhauer · Alemania · 4:21,84                                    | Francesco Friedrich · Alexander Schüller · Alemania · 4:22,33                                                                                   | Michael Vogt · Sandro Michel · Suiza · 4:22,34       |
| Masculino cuádruple (05.02) | Francesco Friedrich · Thorsten Margis · Candy Bauer · Alexander Schüller · Alemania · 4:19,61 | Bradley Hall Arran Gulliver Taylor Lawrence Gregory Cackett Reino Unido Emīls Cipulis Edgars Nemme Dāvis Spriņģis Matīss Miknis Letonia 4:20,30 | —                                                    |
| Femenino individual (29.01) | Laura Nolte · Alemania · 4:44,85                                                              | Kaillie Humphries Estados Unidos 4:45,25 | Lisa Buckwitz · Alemania · 4:45,57                   |
| Femenino doble (04.02)      | Kim Kalicki · Leonie Fiebig · Alemania · 4:32,86                                              | Lisa Buckwitz · Kira Lipperheide · Alemania · 4:32,91                                                                                           | Kaillie Humphries Kaysha Love Estados Unidos 4:33,37 |

## Skeleton
| Evento               | Oro                                                        | Plata                                         | Bronce                                            |
| -------------------- | ---------------------------------------------------------- | --------------------------------------------- | ------------------------------------------------- |
| Masculino (27.01)    | Matthew Weston Reino Unido 4:28,71                         | Amedeo Bagnis · Italia · 4:30,50              | Jung Seung-Gi Corea del Sur 4:31,17               |
| Femenino (27.01)     | Susanne Kreher · Alemania · 4:33,57                        | Kimberley Bos · Países Bajos · 4:33,58        | Mirela Rahneva · Canadá · 4:34,41                 |
| Equipo mixto (29.01) | Susanne Kreher · Christopher Grotheer · Alemania · 2:24,91 | Laura Deas Matthew Weston Reino Unido 2:25,04 | Brogan Crowley Craig Thompson Reino Unido 2:25,32 |

## Medallero
| Núm. | País           | Oro | Plata | Bronce | Total |
| ---- | -------------- | --- | ----- | ------ | ----- |
| 1    | Alemania       | 6   | 2     | 1      | 9     |
| 2    | Reino Unido    | 1   | 2     | 1      | 4     |
| 3    | Estados Unidos | 0   | 1     | 1      | 2     |
| 4    | Italia         | 0   | 1     | 0      | 1     |
| 4    | Letonia        | 0   | 1     | 0      | 1     |
| 4    | Países Bajos   | 0   | 1     | 0      | 1     |
| 7    | Canadá         | 0   | 0     | 1      | 1     |
| 7    | Corea del Sur  | 0   | 0     | 1      | 1     |
| 7    | Suiza          | 0   | 0     | 1      | 1     |
|      | TOTAL          | 7   | 8     | 6      | 21    |